# Julia Retzlaff (Sportlerin)
Julia Retzlaff (* 10. August 1987 in Schwerin, zwischenzeitlich Julia Rienhoff) ist eine deutsche Volleyballspielerin und Funktionärin.

## Karriere Sportlerin
Retzlaff begann ihre sportliche Karriere beim Schweriner SC. Später wurde sie bei der Nachwuchsmannschaft des VC Olympia Berlin ausgebildet. Bis 2005 spielte sie beim Zweitligisten 1. VC Parchim. Dann kehrte sie zum Bundesligisten ihrer Heimatstadt zurück. Gleich in ihrer ersten Saison gewann sie dort das Double aus der deutschen Meisterschaft und dem Sieg im DVV-Pokal. Ihre Mannschaft verteidigte den Titel im Pokalwettbewerb in der folgenden Saison erfolgreich. Retzlaff selbst konnte im Gerry-Weber-Stadion allerdings nicht auf dem Spielfeld stehen, da sie eine Woche zuvor beim Bundesligaspiel in Leverkusen eine schwere Verletzung am Knie mit einem Meniskus- und mehreren Bänderrissen erlitten hatte. Im Mai 2007 begann sie ein Studium des Tourismusmanagements am Baltic College, einer privaten Hochschule. 2009, 2011 und 2012 gewann die Außenangreiferin mit dem SSC erneut die deutsche Meisterschaft und 2012 erneut den DVV-Pokal. Danach beendete sie ihre Profikarriere. Anschließend spielte sie noch bei den Drittligisten SC Alstertal-Langenhorn und VSV Havel Oranienburg.

## Karriere Funktionärin
Nach ihrem Studium als Sportmanagerin ist Retzlaff seit 2015 im Management der Volleyball Bundesliga GmbH (VBL) tätig. Seit 2021 ist sie hier als Geschäftsführerin Sport für die Fachbereiche Spielbetrieb und Lizenzierung, Sportentwicklung und Nachwuchs sowie Vereinsentwicklung verantwortlich. Sie wird die VBL auf eigenen Wunsch zum 30. Juni 2025 verlassen, aber danach 3 Monate noch beratend der VBL zur Verfügung stehen.